# Woking
Woking er en by i Woking-distriktet, Surrey, England, med et indbyggertal (pr. 2015) på 106.034. Distriktet har et befolkningstal på 99.695 (pr. 2015). Byen ligger 39 km fra London. Den nævnes i Domesday Book fra 1086, hvor den kaldes Wochinges.